# Schlichter Parlamentsbeschluss
Der schlichte Parlamentsbeschluss ist eine Entscheidungsform bei der Ausübung der parlamentarischen Kontrolle in einer Demokratie, wenn die Verfassung oder die parlamentseigenen Verfahrensregeln keine andere Form, wie ein Gesetz oder Ratifikation, vorsehen. Grundsätzlich kann das Parlament in allen nicht-legislativen Fragen durch schlichten Parlamentsbeschluss entscheiden. Kernfunktion ist die Kundgabe seines Willens, so dass sie nicht nur rechtliche, sondern v. a. politische Bedeutung haben kann.
Durch schlichten Parlamentsbeschluss kann etwa entschieden werden, in Budgetfragen (in der Bundesrepublik Deutschland allerdings vorwiegend durch Gesetz), über ein Misstrauensvotum, über eine Aufforderung an die Regierung, über eine außenpolitische Erklärung, über einen Einsatz von Streitkräften – seit dem Verfassungsgerichtsentscheid von 1994 (übernommen im Parlamentsbeteiligungsgesetz) der mit Abstand bedeutendste Fall von praktisch relevanten schlichten Parlamentsbeschlüssen in Deutschland –, Feststellung eines Kriegsfalls oder Kriegserklärung (letztere nicht in Deutschland). Da es sich mangels Außenwirkung um kein Gesetz im materiellen Sinn handelt, ist der Bundesrat nicht beteiligt, wovon aber gemäß Art. § 115a Abs. 1 des Grundgesetzes die Feststellung des Kriegszustandes ausgenommen ist.
Oft wird gleichbedeutend der Begriff Plenarbeschluss benutzt, obwohl damit eigentlich eine Entscheidung des Plenums gemeint ist.